# Arabische oryx
De Arabische oryx of witte oryx (Oryx leucoryx) is een bedreigde antilopesoort, behorende tot de oryxen. De Arabische oryx kwam vroeger op het gehele Arabisch Schiereiland voor, maar in 1972 was de soort in het wild uitgestorven. Door herintroductie komt de soort tegenwoordig weer op enkele plaatsen in het wild voor.

## Beschrijving
De Arabische oryx heeft een bijna geheel witte vacht. De poten zijn chocoladebruin van kleur, en de staartpunt is zwart. Ook het gezicht heeft een donkere tekening, met zwarte vlekken op de snuit, de wangen en tussen de hoorns. De lange, dunne, rechte hoorns worden 38 tot 68 centimeter lang.
De Arabische oryx is de kleinste oryxsoort, hij weegt slechts twee derde van het gewicht van de gemsbok. Hij heeft een schofthoogte van 81 tot 102 centimeter en een gewicht van 65 tot 75 kilogram.

## Leefwijze
De Arabische oryx leeft in los groepsverband. Mannetjes leven echter vaak solitair in grote territoria, die overlappen met de territoria van vrouwenkuddes. Vrouwtjes zullen echter de regens achterna trekken, terwijl mannetjes het gehele jaar door in hun territorium zijn. In goede omstandigheden kan een groep uit wel dertig dieren bestaan, maar in slechtere tijden vallen deze groepen uiteen in groepjes van vijf, bestaande uit twee volwassen vrouwtjes, een volwassen mannetje en twee kalveren. De oryxen uit één kudde grazen op een afstand van 50 tot 100 meter van elkaar. De dieren houden elkaar regelmatig in de gaten. De kudde wordt geleid door een dominant vrouwtje, dat bepaalt welke richting de kudde opgaat.
Grazen gebeurt zomers meestal 's nachts en in de schemering. Overdag vermijden de oryxen de zomerse hitte door de schaduw op te zoeken onder de weinige bomen in de woestijn. Met hun grote hoeven graven ze een kuiltje in de schaduw, waarin ze gaan liggen. Hierdoor profiteren ze van de koelte van het verse zand en liggen ze beschut tegen de droge winden.

## Ontogenie en voortplanting
De moeder heeft een draagtijd van 8,5 tot 9 maanden en baart telkens maar één jong. Het spenen begint na 3,5 maand en de jongen zijn geslachtsrijp na 1,5 - 2 jaar. De levensduur bedraagt 20 jaar.

## Verspreiding en leefgebied
De Arabische oryx leeft voornamelijk in de stenige halfwoestijnen en zandwoestijnen van Saoedi-Arabië en Oman. In dit gebied komen zeer extreme temperatuursverschillen voor, kan soms wel jaren geen druppel regen vallen en waaien geregeld zware zandstormen. Voedsel, vocht en schaduw zijn hier zeldzaam. Om geschikte leefgebieden te vinden kunnen de Arabische oryxen vaak zo'n 25 tot 30 kilometer per nacht afleggen.

## Bescherming
Vroeger kwam de soort over het gehele Arabische schiereiland en in de Sinaï voor, noordwaarts tot Koeweit, Irak en Syrië. De soort was echter populair onder stropers en trofeejagers. Toen die vanaf 1945 jeeps en automatische geweren gingen gebruiken, ging de populatie Arabische oryxen snel achteruit. In 1972 stierf de laatste wilde Arabische oryx. Om uitsterven te voorkomen werd in 1962 door de Fauna and Flora Preservation Society en het Wereld Natuur Fonds "Operatie Oryx" opgestart. Drie wilde oryxen, twee mannetjes en een vrouwtje, werden gevangen en overgevlogen naar de dierentuin van Phoenix, Arizona. Samen met enkele vrouwtjes uit andere dierentuinen werd een kudde samengesteld. Deze plantte zich succesvol voort. Nakomelingen van deze kudde werden verspreid over dierentuinen in de hele wereld, en samen vormden ze een wereldwijd fokprogramma. In 1982 werd in Oman een kudde van tien dierentuindieren, nakomelingen van de originele kudde, uitgezet en in 1984 volgde een tweede groep. Deze kuddes waren in 1996 uitgegroeid tot een populatie van wel vierhonderd dieren. 
In 1996 bleek echter dat er weer dieren werden gevangen door stropers, die ze verkochten aan privé-collecties. Voornamelijk vrouwtjes en kalveren werden weggevangen, waardoor het aantal vrouwtjes in Oman tegenwoordig zeer laag is. De populatie zakte van meer dan vierhonderd dieren in 1996 naar iets meer dan honderd dieren in 2003. Over dezelfde periode steeg echter het aantal oryxen in Saoedi-Arabië van 400 dieren naar 700 dieren.
Na Oman werden er ook kuddes uitgezet in Saoedi-Arabië en Israël en er zijn plannen om het dier uit te zetten in Jordanië, Koeweit en Syrië. In Saoedi-Arabië werd tussen 1995 en 2013 een herintroductie uitgevoerd in het beschermd natuurgebied ‘Uruq Bani Ma’arid waar 149 exemplaren in het wild werden geïntroduceerd die tegen 2013 tot kuddes met in totaal vijfhonderd exemplaren waren gegroeid.
In 2011 maakte de IUCN bekend dat het beter gaat met de oryx en paste zij de status van het dier aan naar 'kwetsbaar'.  In 2021 is het aantal toegenomen naar circa 1200 met 6000 à 7000 in gevangenschap.